# 道の駅安曇野松川
道の駅安曇野松川（みちのえき あづみのまつかわ）は、長野県北安曇郡松川村にある長野県道306号有明大町線の道の駅である。愛称は寄って停まつかわ。
北アルプスを一望し、安曇野の自然を満喫できる。

## 施設
- 駐車場
  - 普通：33台
  - 大型：7台
  - 身体障害者用：2台
- トイレ （いずれも24時間利用可能）
  - 男：小 4器、大 3器
  - 女：5器
  - 身体障害者用：2器（男女トイレに各1器）
- 公衆電話 有り
- 観光情報コーナー 有り
- 食堂 10：00 - 17：45（オーダーストップ）
- 売店 9：00 - 18：00

## 休館日
- 1月1日（その他に臨時休業することが年間2日ほどあり）

## 交通
- 長野県道306号有明大町線（北アルプスパノラマロード） - 登録路線
- 国道147号

### アクセス
- 自動車：長野自動車道 安曇野ICから白馬方面へ約15km（約20分）
- 高速バス：中央高速バス安曇野・白馬線（アルピコ交通、京王バス運行）で「安曇野松川停留所」下車（施設内）
- 鉄道：JR大糸線 細野駅で下車。